# Centre d'études et de recherche en informatique médicale
 (août 2024).
Si vous disposez d'ouvrages ou d'articles de référence ou si vous connaissez des sites web de qualité traitant du thème abordé ici, merci de compléter l'article en donnant les références utiles à sa vérifiabilité et en les liant à la section « Notes et références ».
Le Centre d'études et de recherche en informatique médicale (CERIM) est un laboratoire de la faculté de médecine sur le campus de l'Université de Lille, orienté vers les applications informatiques de travail coopératif en milieu médical, de bio-informatique et de bio-statistiques en santé publique.
Il contribue à l'enseignement au sein de la faculté de médecine de Lille et est associé à l'école doctorale biologie-santé du collège doctoral européen de Lille.
Ce site est desservi par la station de métro CHU - Centre Oscar-Lambret.
Le centre a organisé le 4 et 5 avril 2024 un congrès de l'information médicale, émois.